# Buell S3
La Buell S3  (o Buell S3 Thunderbolt) è una motocicletta prodotta dalla casa motociclistica statunitense Buell dal 1997 al 2001.
Della moto è disponibile anche una versione più turistica con carenature, cupolino e motovaligie chiamata S3T.

## Descrizione
La moto è alimentata da un inedito propulsore bicilindrico a V di 45° dalla cilindrata totale di 1203 cm³ chiamato Thuderstorm di derivazione Harley-Davidson raffreddato ad aria e dalla potenza di circa 101 CV.
Il telaio è del tipo space frame, mentre la forcella è a steli rovesciati. La trasmissione è a cinghia dentata. Il serbatoio dell'S3 è in plastica, con i pannelli della carrozzeria anteriore e posteriore che sono in vetroresina.
La moto è stato presentato al pubblico nel 1996 ed è stata messa in vendita all'inizio del 1997. 
La Buell S3T Thunderbolt (la "T" sta per Touring) si differenzia dalla Buell S3 Thunderbolt in quanto è più accessoriata e ha un equipaggiamento migliore con borse rigide laterali, carenatura con protezioni per le gambe e cupolino.
Dal 1999 è stata impiegata in luogo dei carburatori un sistema a iniezione elettronica nel collettore di aspirazione derivata dalla X1 Lightning. Nello stesso anno il forcellone scatolato in acciaio utilizzato fino a quel momento è stato sostituito da uno in alluminio condiviso con la X1.